# Alexandre Rouleau
Pour les articles homonymes, voir Rouleau.
Alexandre Gaudreau Rouleau (né le 29 juillet 1983 à Mont-Laurier, province de Québec) est un ancien joueur professionnel de hockey sur glace franco-canadien qui évoluait au poste de défenseur. De 2012 à 2015 il occupait le poste de Directeur général pour les Foreurs de Val d'or, équipe ou il a évolué en tant que joueur durant sa carrière junior. Il est aujourd'hui dépisteur amateur pour les Blackhawks de Chicago, équipe de la LNH.

## Biographie

### Carrière en club
Il fait ses débuts avec les Draveurs de Mont-Laurier. À 15 ans, il rejoint les Forestiers d'Amos dans la Ligue de hockey midget AAA. En 1999, il est repêché par les Foreurs de Val d'Or de la Ligue de hockey junior majeur du Québec au premier tour, en septième position. Avec qui il s'incline en finale de la Coupe Memorial en 2001 face aux Rebels de Red Deer. Il est choisi en 2001 au cours du repêchage d'entrée dans la Ligue nationale de hockey par les Penguins de Pittsburgh en 3e ronde, en 96e position. Le 21 décembre 2002, il est échangé aux Remparts de Québec. En 2003, il passe professionnel avec les Penguins de Wilkes-Barre/Scranton de la Ligue américaine de hockey avant d'être assigné aux Nailers de Wheeling en ECHL. En 2006, il signe un contrat avec le Rampage de San Antonio. Il alterne les matchs en LAH et son équipe affiliée d'ECHL, les RoadRunners de Phoenix.
Lors de la saison 2007-2008, il rejoint la France et les Diables rouges de Briançon. L'équipe est éliminée en quart-de-finale de la Coupe de France par l'Étoile noire de Strasbourg 3-2 aux tirs au but. L'équipe s'incline face à Rouen en finale de la Coupe de la Ligue le 2 janvier 2008 3-4 en prolongation sur un but de Carl Mallette. Le numéro 32 des Diables Rouges obtient une assistance lors de ce match sur le troisième but de son équipe marqué par John Christian Ruid. Briançon se classe deuxième de la saison régulière de la Ligue Magnus à un point de Rouen. Rouleau est sélectionné dans l'équipe des meilleurs étrangers pour le Match des étoiles. Il remplace le grenoblois Viktor Wallin blessé. Lors des Skill-Games, il remporte le concours du tir frappé le plus puissant avec un lancer à 140 km/h. En championnat, il inscrit vingt-cinq points dont neuf buts en vingt-six parties. Lors des séries éliminatoires, l'équipe de Luciano Basile élimine les Diables noirs de Tours, les Brûleurs de loups de Grenoble en trois matchs secs avant de perdre la finale sur le même score face aux Dragons de Rouen. Lors de ces neuf matchs, le défenseur canadien de la première ligne briançonnaise compte quatre assistances pour autant de buts.
En 2008-2009, il signe un contrat à long terme de cinq saisons avec Grenoble. Son coéquipier Mitja Šivic franchit également le Col du Lautaret pour se joindre aux Brûleurs de Loups. Lors du premier match officiel sous ses nouvelles couleurs, il décroche un premier titre avec le trophée Jacques-Lacarrière récompensant le match des Champions remporté 3-1 face à Rouen. Grenoble réalise un quadruplé historique cette année-là en reportant le Trophée des champions, Coupe de la ligue, Coupe de France et Ligue Magnus.
En 2012, il signe au VIK Västerås HK dans l'Allsvenskan, le deuxième niveau suédois. Finalement, début août 2012, il met un terme à sa carrière de joueur pour devenir directeur général des Foreurs de Val d'Or.

### Carrière internationale
Il a représenté l'Équipe du Canada lors du Championnat du monde juniors 2003. L'équipe s'incline en finale face à la Russie. Il a joué avec Nathan Paetsch sur la troisième paire défensive. Il réalise une assistance pour le but de Pierre-Alexandre Parenteau lors de la victoire 4-1 face à l'Allemagne. En février 2012, il est appelé en équipe de France senior par le sélectionneur Dave Henderson. Il honore sa première sélection le 9 février 2012 face à la Norvège lors d'un match de l'Euro Ice Hockey Challenge.

## Trophées et honneurs personnels

### Ligue de hockey junior majeur du Québec
- 1999:  repêché par les Foreurs de Val d'Or au premier tour en septième position.
- 2002-2003 : nommé dans la deuxième équipe d'étoiles.

### Ligue nationale de hockey
- 2001 : repêché par les Penguins de Pittsburgh au troisième tour en quatre-vingt-seizième position.

### Ligue Magnus
- 2007-2008 : sélectionné dans l'équipe des meilleurs étrangers pour le Match des étoiles.
- 2009 : sélectionné dans l'équipe étoile des joueurs étrangers.
- 2010 : sélectionné dans l'équipe étoile des joueurs étrangers.

## Statistiques

### En club
| Saison    | Équipe                            | Ligue          |    | Saison régulière | Saison régulière | Saison régulière | Saison régulière | Saison régulière |   | Séries éliminatoires | Séries éliminatoires | Séries éliminatoires | Séries éliminatoires | Séries éliminatoires |
| Saison    | Équipe                            | Ligue          | PJ | B                | A                | Pts              | Pun              | PJ               | B | A                    | Pts                  | Pun                  |                      |                      |
| 1999-2000 | Foreurs de Val-d'Or               | LHJMQ          | 41 | 3                | 3                | 6                | 39               | -                | - | -                    | -                    | -                    |                      |                      |
| 2000-2001 | Foreurs de Val-d'Or               | LHJMQ          | 70 | 8                | 17               | 25               | 124              | 21               | 1 | 0                    | 1                    | 46                   |                      |                      |
| 2001-2002 | Foreurs de Val-d'Or               | LHJMQ          | 69 | 14               | 25               | 39               | 174              | 7                | 0 | 2                    | 2                    | 16                   |                      |                      |
| 2002-2003 | Foreurs de Val-d'Or               | LHJMQ          | 31 | 7                | 12               | 19               | 92               | -                | - | -                    | -                    | -                    |                      |                      |
| 2002-2003 | Remparts de Québec                | LHJMQ          | 24 | 9                | 17               | 26               | 74               | 11               | 2 | 4                    | 6                    | 23                   |                      |                      |
| 2003      | Remparts de Québec                | Coupe Memorial | -  | -                | -                | -                | -                | 3                | 1 | 1                    | 2                    | 2                    |                      |                      |
| 2003-2004 | Penguins de Wilkes-Barre/Scranton | LAH            | 14 | 0                | 2                | 2                | 16               | -                | - | -                    | -                    | -                    |                      |                      |
| 2003-2004 | Nailers de Wheeling               | ECHL           | 30 | 3                | 1                | 4                | 38               | 5                | 0 | 1                    | 1                    | 6                    |                      |                      |
| 2004-2005 | Nailers de Wheeling               | ECHL           | 70 | 3                | 13               | 16               | 127              | -                | - | -                    | -                    | -                    |                      |                      |
| 2004-2005 | Penguins de Wilkes-Barre/Scranton | LAH            | -  | -                | -                | -                | -                | 2                | 0 | 0                    | 0                    | 7                    |                      |                      |
| 2005-2006 | Nailers de Wheeling               | ECHL           | 71 | 5                | 20               | 25               | 114              | 9                | 1 | 2                    | 3                    | 14                   |                      |                      |
| 2006-2007 | Rampage de San Antonio            | LAH            | 25 | 1                | 0                | 1                | 27               | -                | - | -                    | -                    | -                    |                      |                      |
| 2006-2007 | RoadRunners de Phoenix            | ECHL           | 41 | 9                | 24               | 33               | 65               | 4                | 1 | 1                    | 2                    | 10                   |                      |                      |
| 2007-2008 | Briançon                          | Ligue Magnus   | 26 | 9                | 13               | 22               | 89               | 9                | 4 | 4                    | 8                    | 9                    |                      |                      |
| 2007-2008 | Briançon                          | CdF            | -  | -                | -                | -                | -                | 3                | 2 | 0                    | 2                    | 8                    |                      |                      |
| 2007-2008 | Briançon                          | CdlL           | 7  | 1                | 6                | 7                | 16               | -                | - | -                    | -                    | -                    |                      |                      |
| 2008      | Grenoble                          | MdC            | -  | -                | -                | -                | -                | 1                | 0 | 0                    | 0                    | 2                    |                      |                      |
| 2008-2009 | Grenoble                          | Ligue Magnus   | 26 | 10               | 11               | 21               | 89               | 11               | 6 | 4                    | 10                   | 14                   |                      |                      |
| 2008-2009 | Grenoble                          | CdF            | -  | -                | -                | -                | -                | 5                | 0 | 3                    | 3                    | 4                    |                      |                      |
| 2008-2009 | Grenoble                          | CdlL           | 11 | 3                | 7                | 10               | 16               | -                | - | -                    | -                    | -                    |                      |                      |
| 2009      | Grenoble                          | MdC            | -  | -                | -                | -                | -                | 1                | 0 | 0                    | 0                    | 2                    |                      |                      |
| 2009-2010 | Grenoble                          | Ligue Magnus   | 25 | 8                | 18               | 26               | 46               | 9                | 6 | 1                    | 7                    | 12                   |                      |                      |
| 2009-2010 | Grenoble                          | CdlL           | 6  | 4                | 12               | 16               | 12               | 5                | 2 | 4                    | 6                    | 20                   |                      |                      |
| 2009-2010 | Grenoble                          | CC             | 3  | 1                | 2                | 3                | 6                | -                | - | -                    | -                    | -                    |                      |                      |
| 2010-2011 | Grenoble                          | Ligue Magnus   | 25 | 7                | 11               | 18               | 98               | 2                | 1 | 0                    | 1                    | 22                   |                      |                      |
| 2010-2011 | Grenoble                          | CdlL           | 6  | 6                | 0                | 6                | 8                | 5                | 3 | 3                    | 6                    | 8                    |                      |                      |
| 2011      | Grenoble                          | MdC            | -  | -                | -                | -                | -                | 1                | 1 | 3                    | 4                    | 0                    |                      |                      |
| 2011-2012 | Grenoble                          | CdlL           | 6  | 1                | 2                | 3                | 29               | -                | - | -                    | -                    | -                    |                      |                      |
| 2011-2012 | Grenoble                          | CdF            | -  | -                | -                | -                | -                | 2                | 0 | 0                    | 0                    | 4                    |                      |                      |
| 2011-2012 | Grenoble                          | Ligue Magnus   | 25 | 7                | 9                | 16               | 72               | 20               | 9 | 12                   | 21                   | 49                   |                      |                      |

### En équipe nationale
| Année | Évènement                   |   | PJ | B | A | Pts | +/- | Pun               |  | Résultat |
| 2003  | Championnat du monde junior | 6 | 0  | 1 | 1 | +2  | 0   | Médaille d'argent |  |          |
| 2012  | Championnat du monde        | 7 | 1  | 1 | 2 | -1  | 6   | Neuvième place    |  |          |